# Denki Blocks!
Denki Blocks! est un jeu vidéo de puzzle développé par Denki, sorti en 2001 sur Game Boy Color et Game Boy Advance puis porté sur téléphone mobile.

## Système de jeu
Le jeu est un jeu de réflexion dans lequel le joueur doit résoudre des "puzzles". Ceux-ci se présentent sous la forme d'un jeu de plateau où des blocs d'une ou de plusieurs couleurs sont présents. Les touches directionnelles permettent de faire glisser ces blocs dans n'importe quelle direction le but étant de coller les blocs d'une même couleur entre eux pour terminer le niveau.